# 2025年世界水泳選手権シント・マールテン選手団
2025年世界水泳選手権シント・マールテン選手団は、2025年7月11日から8月3日までシンガポールで開催された第22回世界水泳選手権のシント・マールテン選手団、およびその競技結果。

## 選手団
- 人員: 選手 2人

## 選手名簿・結果
| 選手                     | 種目              | 予選   | 予選 | 準決勝   | 準決勝   | 決勝     | 決勝     |
| 選手                     | 種目              | 結果   | 順位 | 結果     | 順位     | 結果     | 順位     |
| ------------------------ | ----------------- | ------ | ---- | -------- | -------- | -------- | -------- |
| ナイジェル・フォントネル | 男子50m自由形     | 25秒00 | 85位 | 予選敗退 | 予選敗退 | 予選敗退 | 予選敗退 |
| ナイジェル・フォントネル | 男子50mバタフライ | 27秒58 | 85位 | 予選敗退 | 予選敗退 | 予選敗退 | 予選敗退 |
| アダヤ・ボーン           | 女子50m自由形     | 29秒63 | 81位 | 予選敗退 | 予選敗退 | 予選敗退 | 予選敗退 |
| アダヤ・ボーン           | 女子50mバタフライ | 32秒73 | 75位 | 予選敗退 | 予選敗退 | 予選敗退 | 予選敗退 |